# 瓦皮 (摩泽尔省)
瓦皮（法語：Woippy，法語發音：[vwapi]；洛林法兰克语：Weppech）是法国摩泽尔省的一个市镇，位于该省西部，省会梅斯市区以北，属于梅斯区。

## 地理
瓦皮（49°9'4"N, 6°9'5"E）面积14.58 平方千米，位于法国大東部大區摩泽尔省，该省份为法国东北部内陆省份，是洛林的一部分，西南接默尔特-摩泽尔省，东临下莱茵省，北与卢森堡和德国接壤。
与瓦皮接壤的市镇（或旧市镇、城区）包括：勒邦圣马丹、阿尔冈西、费沃、欧孔库尔、洛里莱梅斯、迈济耶尔莱梅斯、拉马克斯、梅斯、诺鲁瓦勒沃讷尔、普莱努瓦、索尔尼。

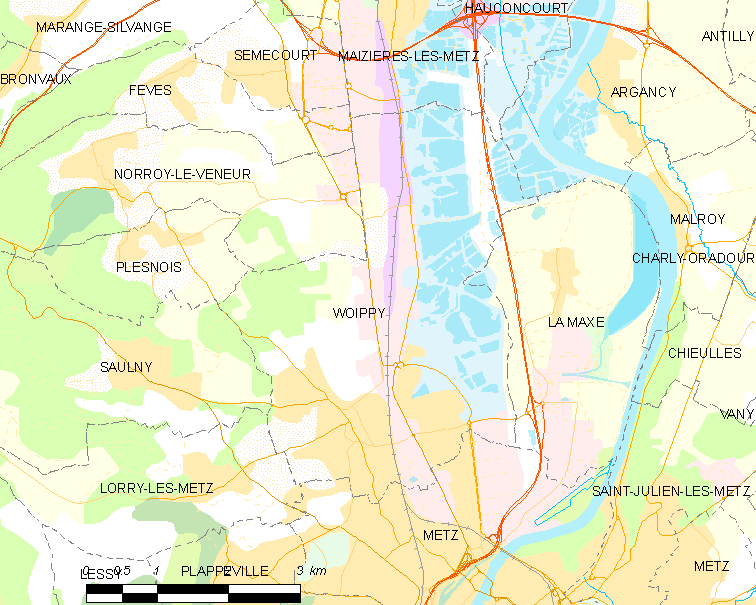
的OSM定位图

瓦皮的时区为UTC+01:00、UTC+02:00（夏令时）。

## 行政
瓦皮的邮政编码为57140，INSEE市镇编码为57751。

## 政治
瓦皮所属的省级选区为摩泽尔走廊县。

## 人口

1962-2008年间人口变化图示

瓦皮于2022年1月1日时的人口数量为14394人。